# Kotinin
A kotinin színtelen vagy világosbarna szilárd anyag (op. 40–42°C). A papaya (Carica papaya) levelében megtalálható alkaloid. A nikotin metabolitja (bomlásterméke) a szervezetben. (A kotinin név a nikotin szó anagrammája.) A szervezetet ért nikotinmennyiség biomarkere.
A nikotinhoz hasonló, de annál jóval kisebb hatása van az acetilkolin-receptorokra.

## A dohányfüst-terhelés mérése
A szervezetbe jutott nikotin 9%-a távozik a vizelettel, míg kb. 70%-a kotininná alakul, melynek a felezési ideje 15–20 óra – szemben a nikotin 1–3 órájával. A kotinin megjelenik a vérben, vizeletben, nyálban, magzatvízben és a hajban is, ezáltal 4 napig, vagy akár egy héttel később is kimutatható a dohányfüst. A kotinin mennyisége arányos a dohányfüst mennyiségével, így – bizonyos korlátok között – annak mennyiségi kimutatására is alkalmas.
A kotininteszt kimutatja mind az aktív, mind a passzív dohányzásból származó füstöt. A magzatvízből pedig kimutatható az anya dohányzásából származó füst, mely súlyos veszélyt jelent a magzatra, és amelyet a kismamák gyakran megpróbálnak letagadni.
A mennyiségi kimutatást befolyásoló tényezők:
- a cigaretta füstszűrője
- a mentolos cigaretta lassítja a kotinin lebontását, mert a mentol a kotininhez hasonló úton bomlik le a szervezetben
- genetikai okokból származástól függő különbségek vannak a májban található lebontó enzimekben. Az afrikai származásúak magasabb kotininszintet mutatnak, mint a kaukázusiak.
- a fiatal nők gyorsabban bontják el a nikotint és a kotinint, mint a férfiak vagy a menopauzán („klimax”-on) átesett nők.
- idősebb korban csökken a vesegomolyagok szűrőképessége, ami kb. 20%-kal rontja kotininkiválasztást is.

|                                       | Nikotin   | Kotinin   | transz- 3-OH- kotinin | Anabazin | Nornikotin |
| ------------------------------------- | --------- | --------- | --------------------- | -------- | ---------- |
| Nemdohányzó                           | < 2.0     | < 5.0     | < 50                  | < 2.0    | < 2.0      |
| Passzív dohányzó                      | < 20      | < 20      | < 50                  | < 2.0    | < 2.0      |
| 2 héttel a dohányzás abbahagyása után | < 30      | < 50      | < 120                 | < 2.0    | < 2.0      |
| aktív dohányzó csúcsérték             | 1000–5000 | 1000–8000 | 3000–25000            | 10–500   | 30–900     |

A dohányzásról leszokni akarók számára kapható a terhességteszthez hasonlóan otthon használható kotininteszt. A teszt pozitív, ha a vizeletbeli kotininszint meghaladja a 200 ng/ml-t.
A vizelet kotininszintje kb. tízszerese, a nyálé kb. 1,20–1.25-szöröse a vér szintjének.

## Fordítás
- Ez a szócikk részben vagy egészben  a   Cotinine című angol Wikipédia-szócikk fordításán alapul.  Az eredeti cikk szerkesztőit annak laptörténete sorolja fel. Ez a jelzés csupán a megfogalmazás eredetét és a szerzői jogokat jelzi, nem szolgál a cikkben szereplő információk forrásmegjelöléseként.